# تلفن آقای هریگان (فیلم)
تلفن آقای هَریگان (به انگلیسی: Mr. Harrigan's Phone) یک فیلم ترسناک آمریکایی به نویسندگی و کارگردانی جان لی هنکاک بر اساس رمانی به همین نام اثر استیون کینگ از مجموعه اگر خون می‌ریزد است. بازیگرانی چون دونالد ساترلند، جیدن مارتل و کربی هوول باپتست در این فیلم به ایفای نقش پرداخته‌اند.
این فیلم در ۵ اکتبر ۲۰۲۲ در نتفلیکس منتشر شد.

## طرح داستان
یک پسر جوان به نام کریگ، با یک میلیاردرِ سالخورده به نام جان هریگان دوست می‌شود. سپس کریگ یک تلفن همراه را به او می‌دهد. با این حال، هنگامی که آقای هریگان می‌میرد، کریگ متوجه می‌شود که می‌تواند با او از قبر ارتباط برقرار کند.

## بازیگران
- دونالد ساترلند در نقش آقای هریگان
- جیدن مارتل در نقش کریگ
  - کالین اوبراین در نقش کریگ جوان‌تر
- جو تیپت در نقش پدر کریگ
- کربی هوول باپتست در نقش خانم هارت
- سایرس آرنولد در نقش کنی یانکوویچ
- توماس فرانسیس مورفی در نقش پیت
- پگی جی اسکات در نقش ادنا گروگان

## تولید
ددلاین هالیوود در ۱۰ ژوئیه ۲۰۲۰ گزارش داد که نتفلیکس حقوق فیلم «تلفن آقای هریگان» را به دست آورده‌است که توسط بلوم‌هاوس پروداکشنز و رایان مورفی ساخته می‌شود و جان لی هنکاک نویسندگی و کارگردانی آنرا را بر عهده دارد.
در ۱ اکتبر ۲۰۲۱، گزارش شد که دونالد ساترلند و جیدن مارتل به عنوان بازیگران انتخاب شدند. بعداً در ماه اکتبر گزارش شد که کربی هوول باپتست و جو تیپت برای این فیلم انتخاب شده‌اند.
در ۸ اکتبر ۲۰۲۱ گزارش شد که تصویربرداری اصلی در کنتیکت در ۲۰ اکتبر ۲۰۲۱ آغاز شده و در ۲۲ دسامبر ۲۰۲۱ به پایان رسیده‌است.

## انتشار
این فیلم در تاریخ ۵ اکتبر ۲۰۲۲ توسط نتفلیکس اکران شد.

## بازخورد
در وبگاه جمع‌آوری نقد راتن تومیتوز، ٪۴۲ از ۴۳ بررسی منتقدان مثبت است و میانگینِ امتیاز آن ۵٫۲/۱۰ است. اجماع این وبگاه چنین می‌نویسد: «علی‌رغم اجرای چندلایه‌ای از بازیگران بااستعدادش، تلفنِ آقای هَریگان هرگز کاملاً با مضامین جذاب مواد منبع اصلی خود ارتباط برقرار نمی‌کند.» این فیلم در متاکریتیک که از میانگین وزنی استفاده می‌کند، بر اساس نظر ۱۵ منتقدین امتیاز ۵۵ از ۱۰۰ را کسب کرده که نشان‌گر «نقدهای مختلط یا متوسط» است.